# Luciano Recalde
Luciano Leonel Recalde (Granadero Baigorria, 12 agosto 1995) è un calciatore argentino, difensore del San Martín (SJ).

## Carriera
Cresciuto nel settore giovanile del Rosario Central, nel 2016 viene prestato al Villa Dálmine con cui debutta il 19 marzo in occasione dell'incontro di Primera B Nacional vinto 2-1 contro la Juventud Unida.

## Statistiche

### Presenze e reti nei club
Statistiche aggiornate al 25 settembre 2021.
| Stagione        | Squadra         | Campionato      | Campionato | Campionato | Coppe nazionali | Coppe nazionali | Coppe nazionali | Coppe continentali | Coppe continentali | Coppe continentali | Altre coppe | Altre coppe | Altre coppe | Totale | Totale |
| Stagione        | Squadra         | Comp            | Pres       | Reti       | Comp            | Pres            | Reti            | Comp               | Pres               | Reti               | Comp        | Pres        | Reti        | Pres   | Reti   |
| --------------- | --------------- | --------------- | ---------- | ---------- | --------------- | --------------- | --------------- | ------------------ | ------------------ | ------------------ | ----------- | ----------- | ----------- | ------ | ------ |
| 2016            | Villa Dálmine   | PN              | 5          | 0          | CA              | 0               | 0               |                    | -                  | -                  |             | -           | -           | 5      | 0      |
| 2016-2017       | Villa Dálmine   | PN              | 14         | 0          | CA              | 0               | 0               |                    | -                  | -                  |             | -           | -           | 14     | 0      |
| 2017-2018       | Rosario Central | PD              | 3          | 0          | CA              | 0               | 0               | CS                 | 0                  | 0                  |             | -           | -           | 3      | 0      |
| 2018-2019       | Rosario Central | PD              | 0          | 0          | CA              | 0               | 0               | CL                 | 2                  | 0                  |             | -           | -           | 2      | 0      |
| 2019-2020       | Platense        | PN              | 7          | 0          | CA              | 1               | 0               |                    | -                  | -                  |             | -           | -           | 8      | 0      |
| 2020-2021       | Platense        | PN              | 10         | 1          |                 | -               | -               |                    | -                  | -                  |             | -           | -           | 10     | 1      |
| 2021            | Platense        | PD              | 5          | 0          | CdL             | 12              | 1               |                    | -                  | -                  |             | -           | -           | 17     | 1      |
| Totale carriera | Totale carriera | Totale carriera | 44         | 1          |                 | 13              | 1               |                    | 2                  | 0                  |             | -           | -           | 59     | 2      |